# جان بيير باد
جان بيير باد (18 مارس 1960

 في سانت لويس) (بالفرنسية: Jean-Pierre Bade)‏ لاعب كرة قدم فرنسي ذو أصول ريونيونية معتزل كان يجيد اللعب في خط الدفاع وحاليا مدرب نادي الدرجة الممتازة الريونيوني تامبونانيس منذ سنة 2005 .
لعب باد في أندية لنس (1978-1984) مرسيليا (1984-1987) نانت (1987-1988) ستراسبورغ (1988-1989) باريس (1989-1990) بوردو (1990-1992) .
بعد اعتزاله اللعب اتجه إلى مهنة التدريب حيث تولى تدريب أندية سانت لويزيان وسانت بيرويس اللذان يلعبان في ريونيون .

## وصلات خارجية
- جان بيير باد على موقع قاعدة بيانات كرة القدم.إي يو (الإنجليزية)
- جان بيير باد على موقع ناشيونال فوتبول تيمز (الإنجليزية)